# Ludlow (condado de Windsor, Vermont)
Ludlow es una villa ubicada en el condado de Windsor en el estado estadounidense de Vermont. En el año 2010 tenía una población de 811 habitantes y una densidad poblacional de 231 personas por km².

## Geografía
Ludlow se encuentra ubicada en las coordenadas 43°23′43″N 72°42′8″O / 43.39528, -72.70222.

## Demografía
Según la Oficina del Censo en 2000 los ingresos medios por hogar en la localidad eran de $29,698 y los ingresos medios por familia eran $40,703. Los hombres tenían unos ingresos medios de $31,250 frente a los $20,455 para las mujeres. La renta per cápita para la localidad era de $19,824. Alrededor del 9.5% de la población estaban por debajo del umbral de pobreza.